# صموئيل كارتر
صموئيل كارتر هو سياسي كندي، ولد في 8 ديسمبر 1859 في المملكة المتحدة، وتوفي في 16 يونيو 1944 في جيلف في كندا. انتخب عضو برلمان مقاطعة أونتاريو.